# 国際標準化団体
国際標準化団体（こくさいひょうじゅんかだんたい、英: international standardizing body）は、地域による制限なく標準化作業に参加可能な標準化団体。
狭義にはWTO TBT協定によって定義されるものを指す。

## 概要
国際標準化団体は多数存在する。その中で特に大きく、長い歴史を持つものに、国際標準化機構(ISO)、国際電気標準会議(IEC)、国際電気通信連合(ITU)がある。これらはどれも50年以上の歴史を誇っており（それぞれ、1947年、1906年、1865年に設立）、いずれもその本部はスイスのジュネーブにある。これらの団体は数万に及ぶ標準を制定している。これら標準には、各産業内あるいは国内で自然発生的に発展してきたものも、専門家集団にの技術委員会によってゼロから作られたものも有る。これら３つの団体は、World Standards Cooperation (WSC) alliance を構成している。
ISOは各国(member economy)を代表する標準化団体から構成される（各国とも一団体ずつ）。IECも同様である。これら国ごとの団体は、ISOとIECで共通であることも有る。ISOもIECも民間国際団体であり、条約にもとづいて設置されているものではない。そのメンバーは非政府機関であることも、政府機関であることもある。
一方、ITUは条約にもとづいて設置された国際連合の専門機関の一つである。各国政府代表が主要メンバーであるが、民間企業も参加することができる。
これらの他に、多数の独立国際標準化団体が存在する。たとえば、ASME, ASTM International, IEEE, IETF, OIDF, SAE International, TAPPI, W3C, UPUなどが、様々な国際的に使用できる国際標準を策定している。これらの団体のメンバーになるのには地域的な制約は無く、当該領域に関心を持った機関や専門家が参加している。